# Yukiyo Mine
Yukiyo Mine (japanisch 峰 幸代, * 26. Januar 1988 in Fukuoka) ist eine japanische Softballspielerin, die zweimal Olympiasiegerin und zweimal Weltmeisterin war.

## Sportliche Karriere
Yukiyo Mine begann auf der Mittelschule mit Softball. 2007 debütierte die Catcherin in der japanischen Nationalmannschaft. Bei den Olympischen Spielen 2008 in Peking war sie die jüngste Spielerin im japanischen Team. Im Finale gewannen die Japanerinnen den Titel mit einem Sieg über die Mannschaft aus den Vereinigten Staaten.
Da Softball nach den Olympischen Spielen 2008 vom olympischen Programm gestrichen wurde, fanden die Weltmeisterschaften ab 2010 im zweijährigen Rhythmus statt. Von 2010 bis 2014 standen sich im Finale um den Weltmeistertitel jeweils die Teams aus Japan und den Vereinigten Staaten gegenüber, die Japanerinnen siegten 2012 und 2014. Danach trat Yukiyo Mine zurück und begann eine Trainerlaufbahn.
2016 kehrte sie als Spielerin bei den Toyota Red Terriers zurück. 2019 trat sie auch wieder für die Nationalmannschaft an. Bei den im Sommer 2021 ausgetragenen Olympischen Spielen in Tokio war Softball wieder im olympischen Programm. Mit Yukiyo Mine, Yukiko Ueno und Eri Yamada standen noch drei Olympiasiegerinnen von 2008 im japanischen Aufgebot. Erneut trafen im Finale die Japanerinnen auf die Damen aus den Vereinigten Staaten. Nachdem das US-Team in der Vorrunde mit 2:1 gewonnen hatte, siegten im Finale die Japanerinnen mit 2:0.

## Erfolge

### Olympische Spiele
- 2008: Gold
- 2020: Gold

### Weltmeisterschaften
- 2010: Silber
- 2012: Gold
- 2014: Gold

### Asienspiele
- 2010: Gold
- 2014: Gold